# Chase Fieldhouse
Le Chase Fieldhouse (anciennement 76ers Fieldhouse) est une salle omnisports située à Wilmington dans le Delaware aux États-Unis. Son ouverture est prévue à la fin 2018, le projet représente un budget prévisionnel de 26 millions de dollars.
Une fois ouvert, il sera le complexe sportif résident des Blue Coats du Delaware (NBA Gatorade League) ainsi que des 76ers de Philadelphie (NBA). Le 76ers Fieldhouse aura une capacité de 2 500 personnes, et comprendra deux terrains de basket-ball, deux terrains de football ainsi que d'autres types d'hébergements sportifs.